# Mantel (Markt)
Mantel ist ein Markt im Oberpfälzer Landkreis Neustadt an der Waldnaab etwa zehn Kilometer westlich von Weiden.

## Geographie

### Geographische Lage
Mantel liegt an der Staatsstraße 2166 von Weiden nach Freihung, der Kreisstraße NEW 21 sowie an der Haidenaab.

### Gemeindegliederung
Die Gemeinde hat vier Gemeindeteile (in Klammern ist der Siedlungstyp angegeben):
- Kellerhaus (Weiler)
- Mantel (Hauptort)
- Rupprechtsreuth (Dorf)
- Steinfels (Kirchdorf)

Daneben gibt es noch drei Wohnplätze:
- Turnhallesiedlung (südöstlich von Mantel)
- Kalkhäusl (Weiler)
- Rupprechtsreuther Mühle (zwischen Mantel und Rupprechtsreuth)

## Geschichte

### Entstehung und Name
Die genaue Entstehung des Ortes ist unbekannt. Die erste eindeutige urkundliche Erwähnung Mantels stammt vom 26. September 1212. Friedrich II. schenkte König Ottokar von Böhmen als Dank für geleistete treue Dienste das Gut Floß, zu dem auch Mantile (Mantel) gehörte. Am 13. Juli 1654 erhielt Mantel das Marktrecht.
Über die Herkunft des Namens gibt es zwei Theorien. Nach einer Volkssage ist der Name auf das gleichnamige Kleidungsstück zurückzuführen. Ein Räuberhauptmann soll an dem Ort, wo sich heute Mantel befindet, seinen Mantel ausgebreitet haben, um die Beute zu teilen. Es wird für wahrscheinlicher gehalten, dass der Name Mantel vom althochdeutschen Wort für Kiefer (Mandl) stammt. Mantel ist noch heute von großen Kiefernwäldern umgeben. Tatsächlich stammt aus dem Ort jedoch ein bekannter Räuberhauptmann namens Franz Troglauer. Dieser durchstreifte im 18. Jahrhundert mit seiner Bande die Oberpfalz und Franken.

### 21. Jahrhundert
Im Jahr 2012 feierte der Markt die 800-jährige Wiederkehr der ersten urkundlichen Erwähnung.

### Eingemeindungen
Im Jahr 1945 oder 1946 wurde die Gemeinde Rupprechtsreuth eingegliedert. Im Zuge der Gebietsreform in Bayern kamen am 1. Juli 1972 Teile der aufgelösten Gemeinde Hütten hinzu.

### Einwohnerentwicklung
Zwischen 1988 und 2018 sank die Einwohnerzahl von 2805 auf 2728 um 77  bzw. um 2,8 %.

## Politik

### Marktgemeinderat und Bürgermeister
Nach den Gemeinderatswahlen seit 2014 setzte sich der Gemeinderat folgendermaßen zusammen:
| Partei/Liste | Sitze 2020 | Sitze 2014 |
| ------------ | ---------- | ---------- |
| CSU          | 7          | 7          |
| SPD          | 3          | 4          |
| FWG          | 3          | 3          |
| AfD          | 1          | –          |

Bürgermeister war zunächst Josef Wittmann, CSU. Wegen des Antrages des Ersten Bürgermeisters auf Entlassung aus gesundheitlichen Gründen führte der Zweite Bürgermeister Stephan Oetzinger bis auf Weiteres die Amtsgeschäfte.
Bei der Bürgermeisterwahl am 20. Mai 2012 wurde Stephan Oetzinger (CSU) mit 73,8 % der Stimmen im ersten Wahlgang zum jüngsten Bürgermeister im Kreis Neustadt an der Waldnaab gewählt. Er trat sein Amt am 23. Mai 2012 an.
Nachdem Stephan Oetzinger am 14. Oktober 2018 das Direktmandat für den Stimmkreis Weiden im Bayerischen Landtag erlangt hatte, schied er am 4. November 2018 aus dem Amt aus. Am 3. Februar 2019 wurde Richard Kammerer zum neuen Ersten Bürgermeister gewählt.

### Bürgermeister seit 1900
- Brunner (1894–1918)
- Eisenmann (1918–1922)
- Nickl (1922–1924)
- Wilhelm Klemm (1925–1933)
- Fritz Janner (1933–1945)
- Johann Ziegler, CSU (1945–1948)
- Josef Janner, CSU (1948–1967)
- Hans Bäumler, SPD (1967–1978)
- Erwin Klemm, CSU (1978–1996)
- Josef Wittmann, CSU (1996–2012)
- Stephan Oetzinger, CSU (2012–2018)
- Rita Steiner, CSU (kommissarisch als 2. Bürgermeisterin von 5. November 2018 bis 5. Februar 2019)
- Richard Kammerer, CSU (seit 2019)[8]

### Wappen

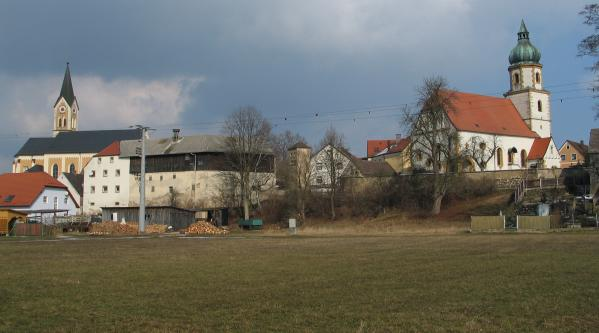
Ortskern von Mantel, links die katholische, rechts die evangelische Pfarrkirche

| Wappen Markt Mantel | Blasonierung: „In Rot ein silberner Mantel mit abflatternden silbernen Schnüren und blauem Kragen in Rückenansicht.“ |
| Wappen Markt Mantel | Das redende Wappen ist seit 1615 bekannt.                                                                            |

## Kultur und Sehenswürdigkeiten
- Die ab 1614 erbaute evangelische Pfarrkirche St. Peter und Paul war von 1663 bis zur Weihe der katholischen Pfarrkirche Simultankirche, das Simultaneum wurde 1899 aufgelöst. 1908 erhielt sie eine Erweiterung und einen Zwiebelturm.
- Die neugotische katholische Pfarrkirche St. Peter und Paul wurde 1898 begonnen und 1905 eingeweiht.
- Die Wallfahrtskirche St. Moritz von 1734 besitzt Mauerwerk aus der Mitte des 15. Jahrhunderts und einen Rokoko-Hochaltar aus der Zeit um 1760.
- Der Markt zeichnet sich im kulturellen Bereich vor allem aber durch seine Vielfalt an Vereinen aus.
- Insbesondere die Musikgruppe des Oberpfälzer Waldvereins hat es in den vergangenen 25 Jahren zu einer überregionalen Bekanntheit gebracht.
- OWV-Brunnen am Stodlplatz (Ossangerweg) mit über 1090 Jahre altem Brunnstock aus Eiche.
- Hammerschloss Mantel

## Bodendenkmäler
- Turmhügel Mantel

## Persönlichkeiten
- Christoph Mendel von Steinfels († 1508), erster Rektor der Universität Ingolstadt und 1502–1508 Bischof von Chiemsee.
- Stephan Oetzinger (* 1984), Mitglied des Landtags